# 松森町
松森町（まつもりまち）は、江戸期から現在にかけての青森県弘前市の地名。郵便番号は036-8184。2017年6月1日現在の人口は426人、世帯数は269世帯。

## 地理
町域の北部は大町、東部は楮町・南大町、南部は大富町・富田町・取上、西部は品川町に接し、品川町・南大町と平行する青森県道260号石川百田線沿いの町。

## 歴史
- 寛文13年（1673年） - 取上御派町(とりあげおはたまち)として町割され、東端の取上村に枡形が設置される。
- 元禄9年（1696年） - 国日記元禄9年九月二四日条によれば猫右衛門町と称していたが、同年16年2月11日に松森町と改名し、猫右衛門町末之新町は富田町に改名。
- 享保4年（1719年）頃 - 枡形は富田町のはずれに移動。富田町枡形になる。

### 沿革
- 江戸期 - 弘前城下の一町。
- 明治初年～明治22年 - 弘前を冠称。
- 1899年（明治22年） - 弘前市に所属。
- 1966年（昭和41年） - 一部が大町二丁目になる。
- 1983年（昭和58年） - 一部が南大町一丁目になる。

## 施設

### 教育
- 若草幼稚園

### 医療
- 孝仁堂接骨院
- 吹田鍼灸治療院
- 石岡歯科医院
- 松木皮膚科
- 福士内科医院
- 岡本内科医院
- ハート調剤薬局松森町店

### 福祉
- 三笠苑桜林館

### 商業
- さとちょう松森町店
- パチンコキング
- ほっかほっか亭松森町店
- ローソン松森町店

## かつて存在した施設
- 大心中井薬品松森町店
- 株式会社佐藤長本社事務所

2017年4月に同市桔梗野の旧「さとちょう桔梗野店」に移転。

## 小・中学校の学区
市立小・中学校に通う場合、学区は以下の通りとなる。
| 町丁   | 番・番地 | 小学校                 | 中学校             |
| ------ | -------- | ---------------------- | ------------------ |
| 松森町 | 全域     | 弘前市立第三大成小学校 | 弘前市立第三中学校 |

## 交通
- 弘南バス

中央松森町（弘前 - 大鰐・碇ヶ関線、他）停留所。